# Museu d'Amèrica
El Museu d'Amèrica és un museu nacional situat a Madrid (Espanya), en el número 6 de l'avinguda dels Reis Catòlics, a la Ciutat Universitària. Va ser creat mitjançant un Decret de 19 d'abril de 1941 com una segregació de les col·leccions d'arqueologia, art i etnografia americanes que fins a aquell moment pertanyien al Museu Arqueològic Nacional. La persona que es va encarregar del plantejament expositiu del museu va ser María del Pilar Fernández Vega, que en va ser directora entre 1941 i 1968.
Posseeix més de 25 000 peces, que abasten cronològicament des del Paleolític fins a l'actualitat i cobreixen la totalitat del contingut. El museu és de titularitat estatal i de gestió directa del Ministeri de Cultura. Entre les seves peces més destacades s'inclouen el Còdex Madrid.